# Muzičar
Reč muzičar (fr. musicien) ima veoma široko značenje s obzirom na to  da je muzika kao umetnost veoma prostrano područje. Samim tim i muzičare svrstavamo u mnoge kategorije i podkategorije, zavisno od oblasti kojom se ko u muzici bavi.
Kako se muzika deli na zabavnu, džez, klasičnu, narodnu, automatski se i muzičari dele na zabavne, jazz, narodne, klasičare i dr. 
Redovno muzičko obrazovanje se stiče u osnovnoj muzičkoj, srednjoj muzičkoj školi i na muzičkoj akademiji. Samim tim, zavisno od muzičkog obrazovanja, muzičar može biti školovan i neškolovan, tj. samouk. Zavisno od pristupa muzici, muzičar može biti amater ili profesionalac.
Muzičar u najširem smislu označava svaku osobu koja se bavi muzikom, bilo da je stvara, izvodi, predaje, aranžira ili uređuje. Za vrhunske muzičare kažemo da su umetnici.
Muzičar može biti:
- Instrumentalista.[2] To je osoba koja svira neki muzički instrument.[3] Podela muzičara-instrumentalista vrši se prema:

1. kategoriji instrumenta koji svira (ako svira gudački instrument, automatski spada u gudače, ako svira duvački instrument, kažemo da je duvač, ako svira instrument sa klavijaturama, kažemo da je klavijaturista i td.) i
2. nazivu instrumenta koji svira (muzičar koji svira violinu, zove se violinista, muzičar koji svira violončelo, zove se violončelista, muzičar koji svira klarinet, zove se klarinetista, ako svira bubnjeve, bubnjar i td.).
Ako muzičar svira sam, naziva se solista, dok muzičar koji svira u nekom orkestru, zove se orkestarski muzičar. Zavisno od orkestra u kojem svira, muzičari se dele na kamerne, revijske, vojne, filharmone i poreske.
- Pevač. On koristi sopstveni glas. Ako peva u horu, za njega kažemo da je horski pevač.
- Kompozitor. To je osoba koja stvara muziku, tj. kompozicije.
- Dirigent. To je osoba koja diriguje, vodi neki muzički sastav (hor, orkestar...).
- Aranžer. To je osoba koja piše aranžmane za muzičke sastave.
- Kantautor. To je osoba koja stvara zabavne muzičke kompozicije - pesme, koje sam izvodi.
- Muzikolog. To je osoba koja izučava muzičko-teorijske discipline (muzički teoretičar, estetičar, istoričar, sociolog muzike...).
- Muzički pedagog. To je muzički obrazovana osoba koja obučava, tj. predaje neki muzički predmet (solfeđo, teorija muzike, istorija muzike, folklor, harmonija, muzički oblici, neki instrument i td).
- Muzički urednik. To je osoba koja uređuje muziku za potrebe radija, televizije ili neke muzičke kuće.